# Fernando Amorebieta
Fernando Gabriel Amorebieta Mardaras, född 29 mars 1985 i Cantaura i delstaten Anzoátegui i Venezuela, är en venezuelansk-spansk före detta fotbollsspelare som spelade som mittback. 
Vanligtvis tillåts inte utom-baskiska spelare i Athletic Bilbao men då Amorebieta är uppvuxen i Baskien och dessutom av baskiska föräldrar så har han ändå accepterats av både klubben och klubbens fans. Amorebieta är känd för sitt uppoffrande spel och sitt temperament. Han brukar rankas som en av de bästa backarna i Spanien, och konkurrerar med spelare som Marchena, Puyol, Albiol och Pique. Säsong 2010/2011 förlorade han sin ordinarie plats i startelvan, då sådana som Jon Aurtenetxe, Mikel San José, Ustaritz, Jónas Ramalho och Etxeberria klev fram.

## Meriter
Spanien U19
- U19-EM i fotboll : 2004